# George Șerban
George Șerban (Buzău, 25 giugno 1954 – Timișoara, 15 gennaio 1999) è stato un politico e giornalista rumeno.
È conosciuto principalmente per essere stato uno dei promotori della Proclamazione di Timișoara del marzo 1990

## Giornalista e Insegnante
Laureatosi all'Università Alexandru Ioan Cuza di Iaşi con indirizzo sociologia e psicologia, seguì corsi in scienze politiche a Washington e si specializzò in giornalismo in Francia. Fu autore dei volumi "Somnul", "Iahtul" e "Turnirul" e professore di Marxismo all'Università Politecnica di Timișoara.
Dopo la rivoluzione del 1989 divenne redattore del quotidiano locale Timișoara, dalle cui pagine criticò fortemente l'operato del governo del Fronte di Salvezza Nazionale (FSN) del presidente Ion Iliescu. Fu anche membro e presidente dell'associazione civica Società di Timișoara, attiva nella difesa delle prerogative liberali, che nel 1990 confluì in Alleanza Civica.

## Attività politica
Fu un elemento attivo durante la rivoluzione romena del 1989 a Timișoara e, nel marzo 1990, tra i principali promotori della Proclamazione di Timișoara, importante documento programmatico in favore della democratizzazione e liberalizzazione del paese dopo la caduta del regime di Nicolae Ceaușescu.
Nel 1994 si iscrisse al Partito Nazionale Contadino Cristiano Democratico di Corneliu Coposu e fu eletto deputato alla camera nella legislatura 1996-2000 per il Distretto di Timiș. Da deputato fu membro della commissione cultura, arte e mass-media e promotore di un progetto di legge per l'interdizione dai pubblici uffici per chi aveva fatto parte del Partito Comunista Rumeno.
Stroncato da un arresto cardiaco, morì il 15 gennaio 1999.